# Julie Clary

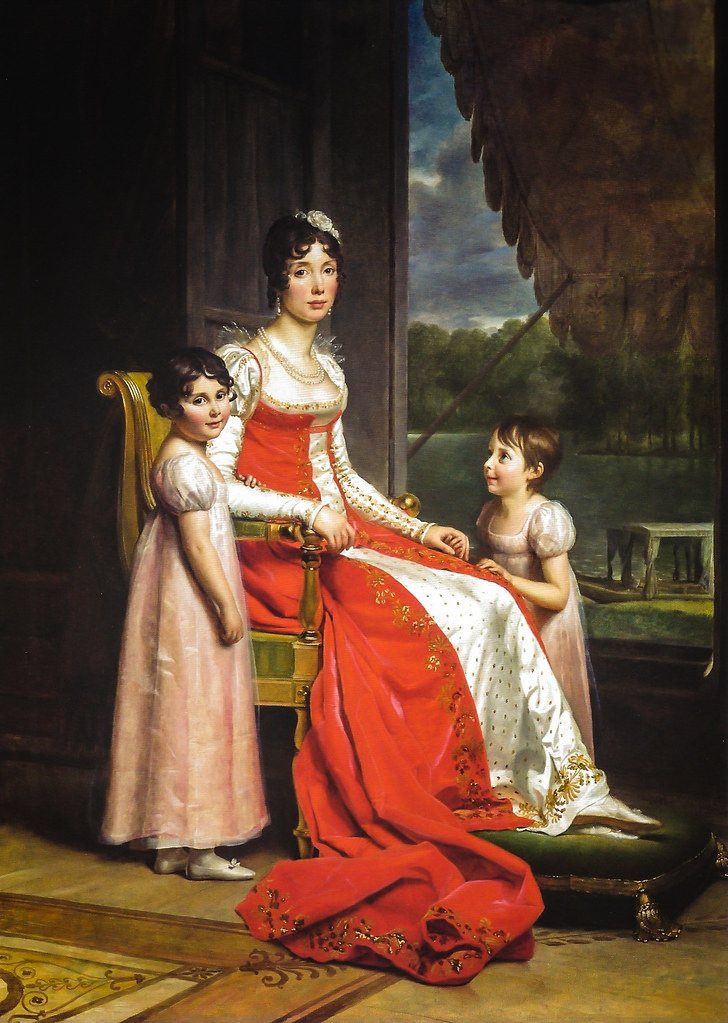
Julie med sina döttrar Zénaïde och Charlotte 1808. Oljemålning av François Gérard.

Marie Julie Clary, 26 december 1771 i Marseille, död 7 april 1845 i Florens, var en drottning av Neapel och Spanien; hon var gift med Joseph Bonaparte och syster till drottning Desideria av Sverige samt svägerska till Napoleon I.

## Biografi
Julie föddes i Marseille som dotter till den rike sidenhandlaren François Clary och Françoise Rose Somis. Hon gifte sig 1794 med Joseph Bonaparte. Hennes syster Désirée gifte sig 1798 med Jean Baptiste Bernadotte.  
Julie bosatte sig år 1800 på Château de Mortefontaine i Frankrike och tillbringade större delen av sin tid i familjekretsen i Paris. När Napoleon 1804 utropade sig till kejsare fick Julie titeln kejserlig prinsessa och bar kejsarinnan Joséphines släp vid kröningen. Julie beskrivs som charmerande och tillbakadragen personlighet, som föredrog att leva i kretsen av sina släktingar. 
Joseph var kung av Neapel 1806–1808 och kung av Spanien 1808–1813, vilket gjorde henne till drottning i dessa länder. Julie besökte Neapel våren 1808 och stannade där i tre månader tills Joseph utnämndes till kung i Spanien. Julie följde honom inte till Spanien utan återvände till Mortefontaine. Hon företrädde då i stället Josephs intressen vid kejsarhovet, såsom åsikten att Spanien inte skulle delas. 
Efter Napoleons första avsättning 1814 köpte hon ett gods i Schweiz. Hon återvände till Frankrike med Joseph under de hundra dagarna. Efter Napoleons andra nederlag tvingades maken i exil i USA. Julie och hennes döttrar fick tack vare beskyddet från hennes svåger Bernadotte, som var en av segrarna, möjlighet att stanna i Europa. Hon bodde mellan 1815 och 1821 i Frankfurt am Main och Bryssel, där hennes syster Désirée besökte henne, och slutligen i Florens. 1840 bosatte sig maken med henne i Florens, där han dog 1844.
Hon hade två barn: Zénaïde Bonaparte (1801–1854), gift 1822 med sin kusin Charles Lucien Bonaparte, och Charlotte Bonaparte (1802–1839), gift 1825 med sin kusin Charles Napoléon Louis Bonaparte.